# Ampulex splendidula
Ampulex splendidula är en  stekelart som beskrevs av Kohl 1893. Ampulex splendidula ingår i släktet Ampulex och familjen Ampulicidae. Inga underarter finns listade i Catalogue of Life.